# Роберт Санчес
Роберт Санчес (ісп. Robert Sánchez, нар. 18 листопада 1997, Картахена) — іспанський футболіст, воротар англійського клубу «Челсі».

## Ігрова кар'єра
Народився 18 листопада 1997 року в іспанському місті Картахена в родині англійця та іспанки. Вихованець юнацьких команд футбольних клубів «Картахена» та «Леванте», після яких у віці 15 років потрапив до академії англійського клубу «Брайтон енд Гоув», з яким у червні 2015 року підписав перший контракт, а у квітні 2018 року підписав нову трирічну угоду з клубом.
З червня 2018 року для отримання ігрової практики виступав в орендах в нижчолігових англійських клубах «Форест Грін Роверс» та «Рочдейл».
1 листопада 2020 року Санчес дебютував за «Брайтон енд Гоув» в матчі Прем'єр-ліги проти «Тоттенгема» (2:1). 23 лютого 2021 року Санчес підписав новий контракт на чотири з половиною роки з «Брайтоном». Станом на 23 травня 2021 року відіграв за клуб з Брайтона 27 матчів в національному чемпіонаті.
3 серпня 2023 року на правах вільного агента перейшов до столичного клубу «Челсі». 5 серпня оформив свій перехід уклавши контракт з «Челсі» на сім років.

## Виступи за збірні
У березні 2021 року Санчес вперше був викликаний до національної збірної Іспанії на матчі відбіркового турніру до чемпіонату світу 2022 року проти Греції, Грузії і Косово, але на поле не вийшов.
У травні 2021 року Роберт Санчес був включений до заявки збірної на чемпіонат Європи 2020 року.

## Досягнення
Челсі
- Кубок Футбольної ліги фіналіст: 2023–24[15]
- Переможець Ліги конференцій УЄФА: 2024–25
- Переможець Клубного чемпіонату світу: 2025

Іспанія
- Ліга націй УЄФА фіналіст: 2020–21[16]

Індивідуальні
- Сейв місяця Прем'єр-ліги: Вересень 2023,[17] Жовтень 2024[18]